# Sensaud de Lavaud
O Sensaud de Lavaud foi um automóvel francês fabricado em Paris entre 1926 e 1928 pelo aviador francês naturalizado brasileiro, Dimitri Sensaud de Lavaud. O carro, revolucionário para a época, possuia câmbio automático. O chassi foi lançado pela Alpax em liga de alumínio, e o carro era alimentado por um fluxo de vapor resfriado de um motor 5475 cc de seis cilindros de origem americana. O automóvel foi apresentado em exposições em Paris, mas poucos foram vendidos.
Naquela época, André Citroën teve a intenção de utilizar uma caixa de câmbio com base nos princípios criados por Sensaud de Lavaud em seu Citroën Traction Avant 7A, lançado pela Citroën em 1934, mas a fabricação do pequeno motor do carro revelou-se impossível para seus engenheiros.